# 胡勝正
胡勝正（1940年8月5日—2018年7月10日），中華民國經濟學者、政治人物，生於臺灣宜蘭縣，主要的學術專長涵蓋總體經濟學、公共經濟學、經濟成長理論等方面，為中央研究院院士。曾任中華民國行政院經濟建設委員會主任委員，行政院金融監督管理委員會主任委員、財團法人中華經濟研究院董事長，並獲頒國立東華大學管理學院榮譽教授。

## 生平

### 學歷
1940年，出生於台灣宜蘭，是宜蘭中學校友。
1960年，考取高考統計人員。
1962年，取得國立臺灣大學經濟學系學士，考取高考經濟行政人員，服完兵役後到美國羅徹斯特大學留學。
1967年，取得羅徹斯特大學經濟學碩士學位。
1970年，取得羅徹斯特大學經濟學博士學位。

### 經歷
1968年到1996年間，長期在美國普渡大學教書擔任講師、副教授、教授與系主任等職位。
1979年到1980年，因為社會保險專長，獲得美國聯邦政府社會安全局邀請訪問一年。
1982年到1983年，擔任美國德州農工大學經濟系訪問教授。
1993年到1994年間，首度回臺灣，在中央研究院經濟學研究所擔任為期一年的訪問教授。
1996年，臺灣首次舉行總統大選全民直接選舉，爆發台灣海峽飛彈危機，他從美國束裝返臺，出任中央研究院經濟學研究所研究員兼所長，在中央研究院服務時獲得人文組評鑑第一名，到2001年卸任。回台後曾受邀參與規劃國民年金制度。
1997年，開始擔任國立臺灣大學經濟學系合聘教授。獲得國科會傑出研究獎。
2000年，當選第23屆中央研究院院士。出任中央銀行理事。
2001年，入閣擔任行政院政務委員。期間負責七大部會業務，完成審查150多部法案。擔任國立臺灣大學經濟學系兼任教授。
2004年，以行政院政務委員兼任行政院經濟建設委員會主任委員到2007年。獲得美國普渡大學經濟學榮譽博士。
2007年，轉任行政院金融監督管理委員會主任委員，協助處理財務惡化的中華商業銀行與力華票券，完成九項法律修正案立法，推動並完成21件銀行整併案；為了維持健全的金融體系，將存款保險金額由100萬元新台幣調高到150萬元新台幣。2008年政黨輪替，新任行政院長劉兆玄於胡勝正主委卸任時頒發行政院一等功績獎章。
2010年，金管會主委卸任後，擔任臺灣科技大學講座教授、榮譽講座教授。
2011年，擔任國立東華大學管理學院財務金融系榮譽教授、小英教育基金會政策顧問。
2016年8月2日，擔任中華經濟研究院董事長。
2016年12月2日，回任中央銀行理事、常務理事。
2018年6月21日，中央銀行理監事聯席會議，抱病坐輪椅、戴氧氣瓶出席，對提案提出建設性意見。
2018年7月9日，抱病潤飾出席中央銀行理監事聯席會議發言稿。

### 病逝
2018年7月10日，病逝台大醫院。

## 言論
- 現在年輕人看不到願景所以甘願領22K，並表示曾在韓國遇到計程車司機跟他說「兒子只願穿西裝在服務業上班，不願去製造業。」可見是全球性問題。[8]
- 現代社會許多技術太專業，等受訓練完，原先目標投入的產業發生變動，職位也沒了，而該技能於別的產業無用只能淪為通才，暗指產業分工細化是社會問題根源，與政府關係不大，每個人年輕時選科系專長是一場豪賭，選錯後就落入底層。[8]

## 外部連結
- 國立東華大學管理學院胡勝正網頁

| 中華民國政府職務 | 中華民國政府職務                                                     | 中華民國政府職務 |
| ---------------- | -------------------------------------------------------------------- | ---------------- |
| 行政院           |                                                                      |                  |
| 前任： 林信義    | 行政院經濟建設委員會主任委員 第十任 2004年5月20日－2007年5月21日     | 繼任： 何美玥    |
| 前任： 施俊吉    | 行政院金融監督管理委員會主任委員 第三任 2007年1月25日－2008年6月30日 | 繼任： 陳 樹     |